# Комплекс споруд земського училища (Дігтярівка)
Комплекс споруд земського училища — пам'ятка архітектури місцевого значення у Дігтярівці.

## Історія
Наказом Міністерства культури 27.03.2013 № 228 надано статус «пам'ятник архітектури місцевого значення» з охоронним № 10065-Чр під назвою «Комплекс споруд земського училища». Встановлено інформаційну дошку.

## Опис
Комплекс споруд земського училища було побудовано 1908—1911 роки.
Складається із двох будинків. Одноповерхові, дерев'яні на цегляних фундаментах, Т-подібний та прямокутний у плані будинку. У прямокутного у плані будинку вікна з трикутними фронтонами, прикрашений різьбленням карниза, вхід із тамбуром. У Т-подібного у плані будинку над вікнами прямі сандрики.

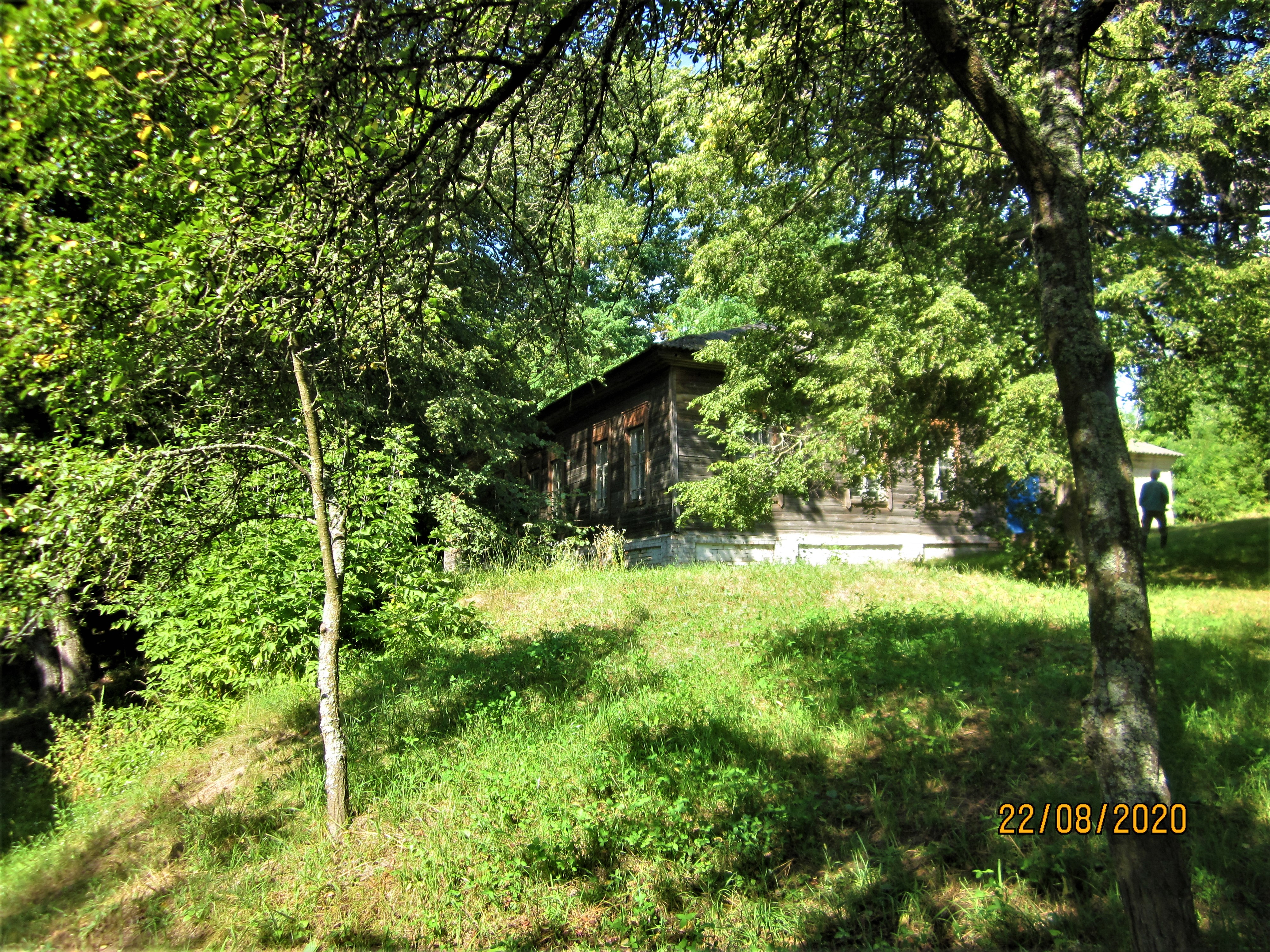
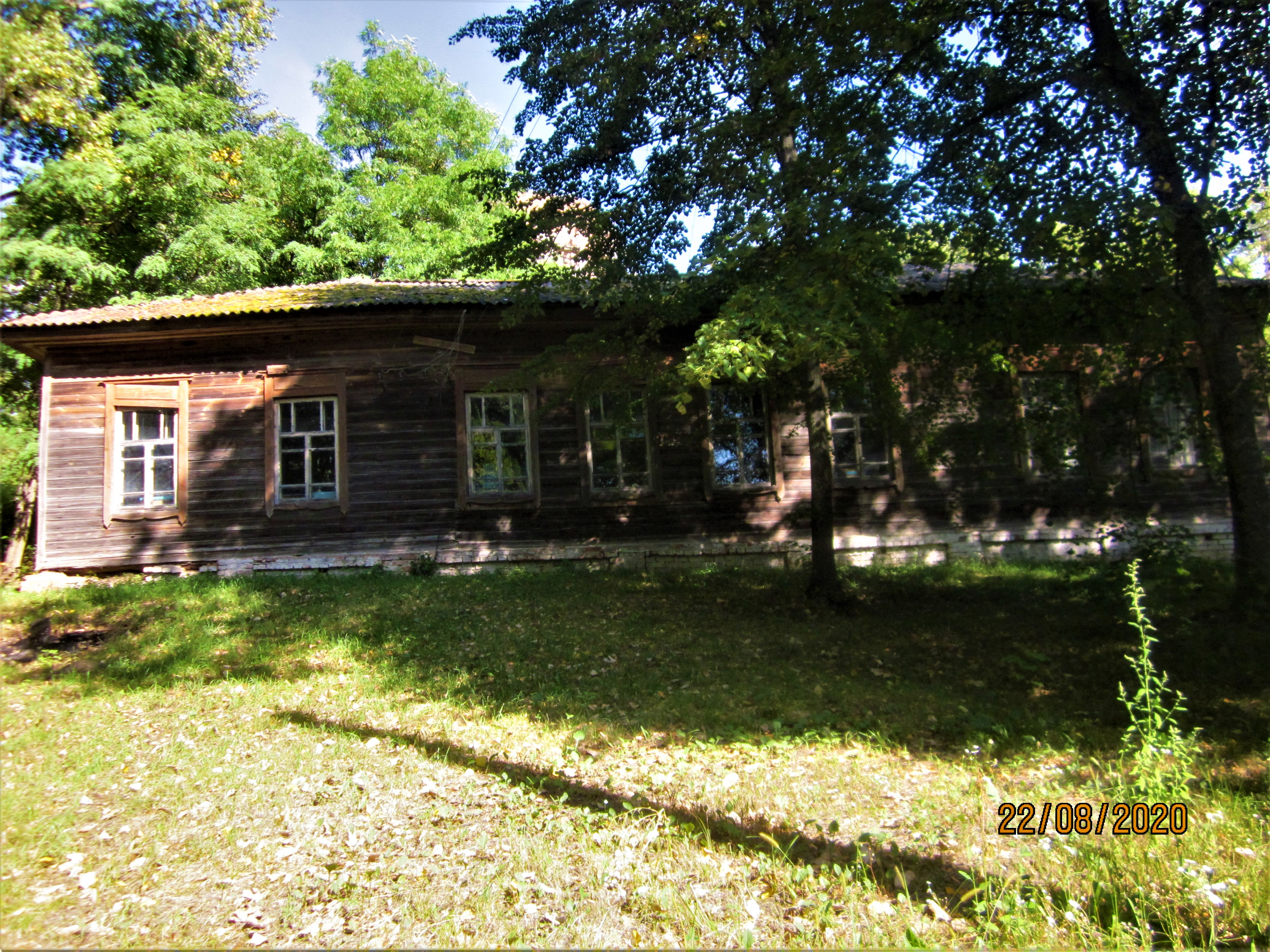
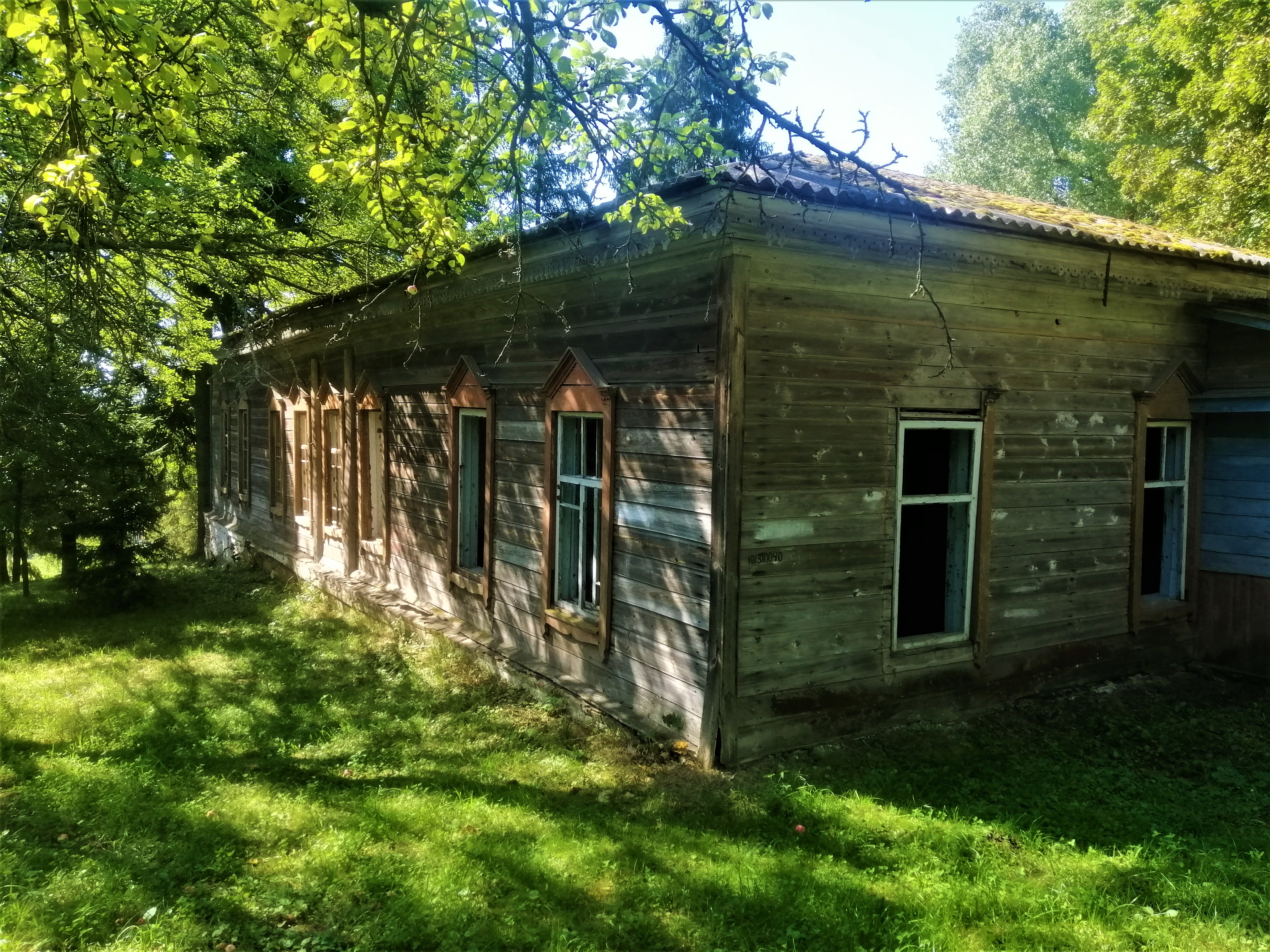
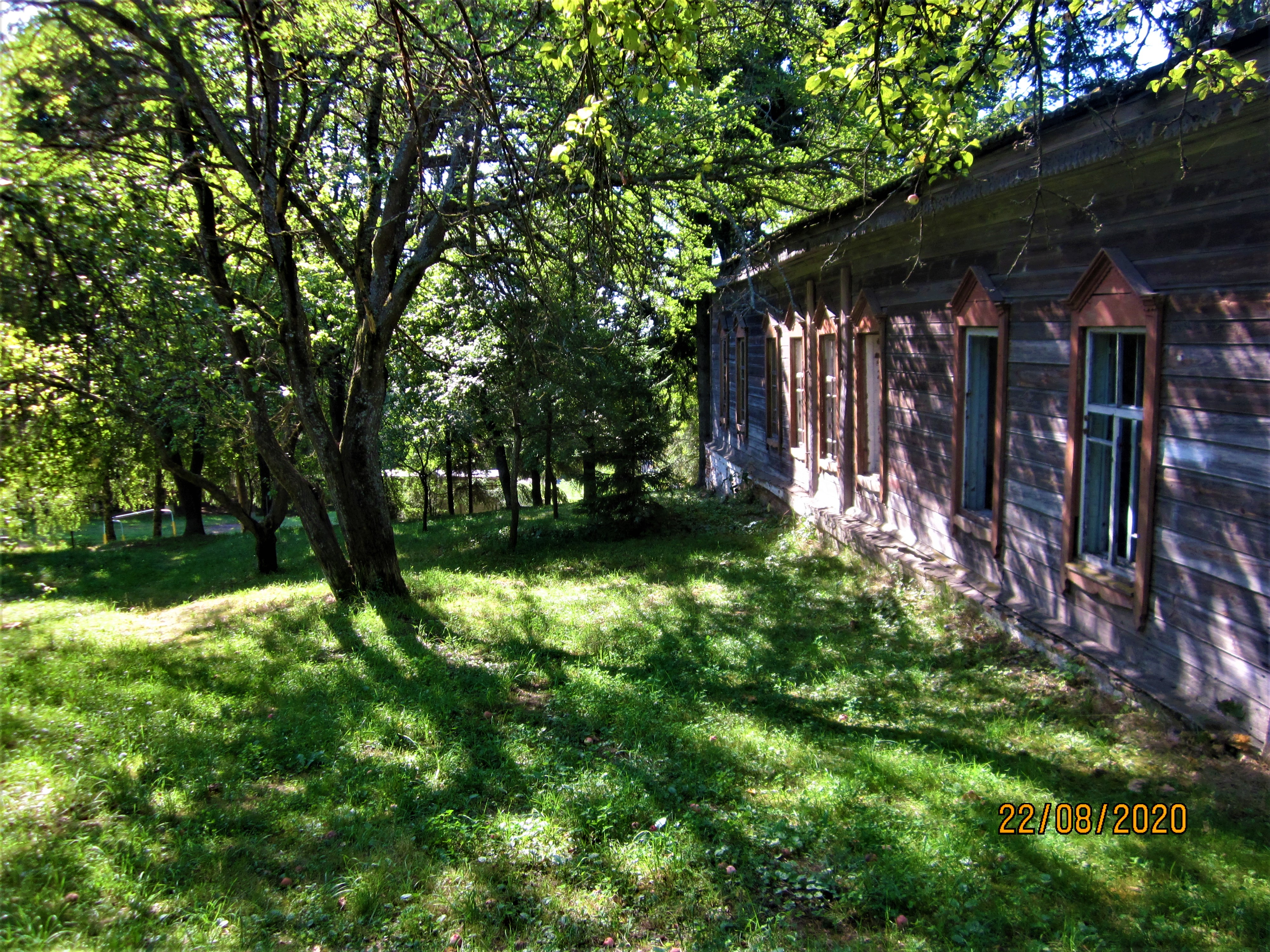
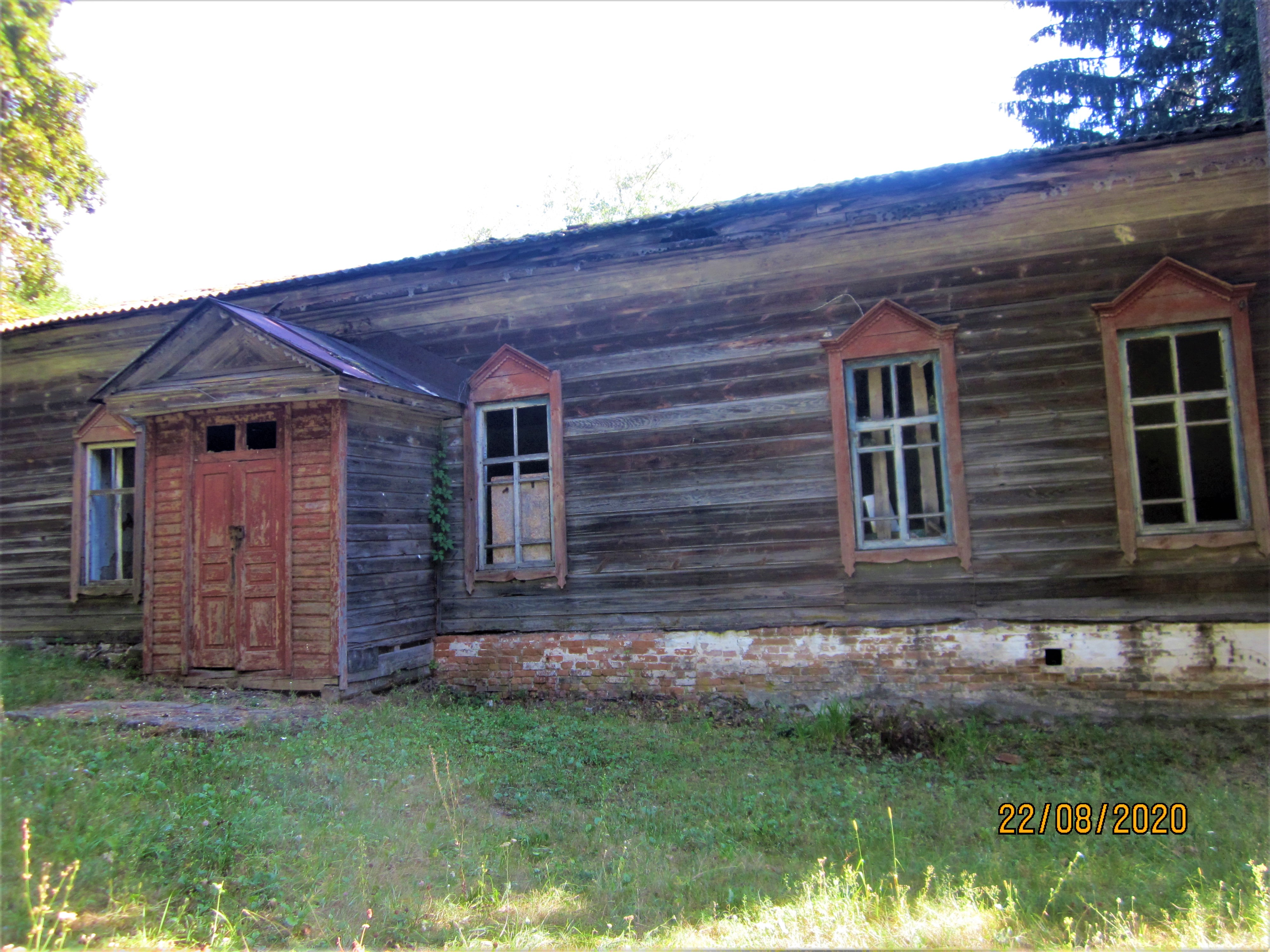
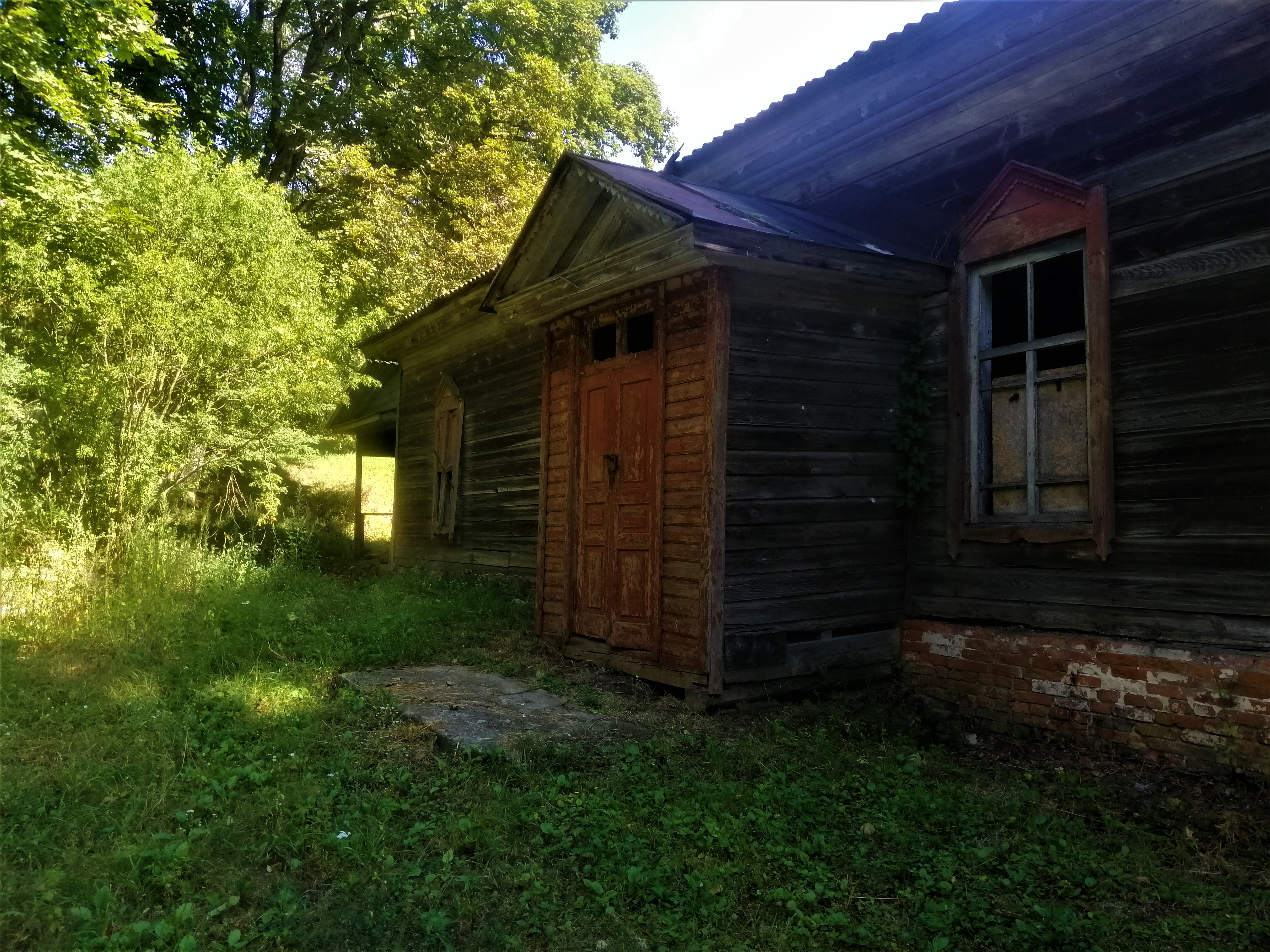
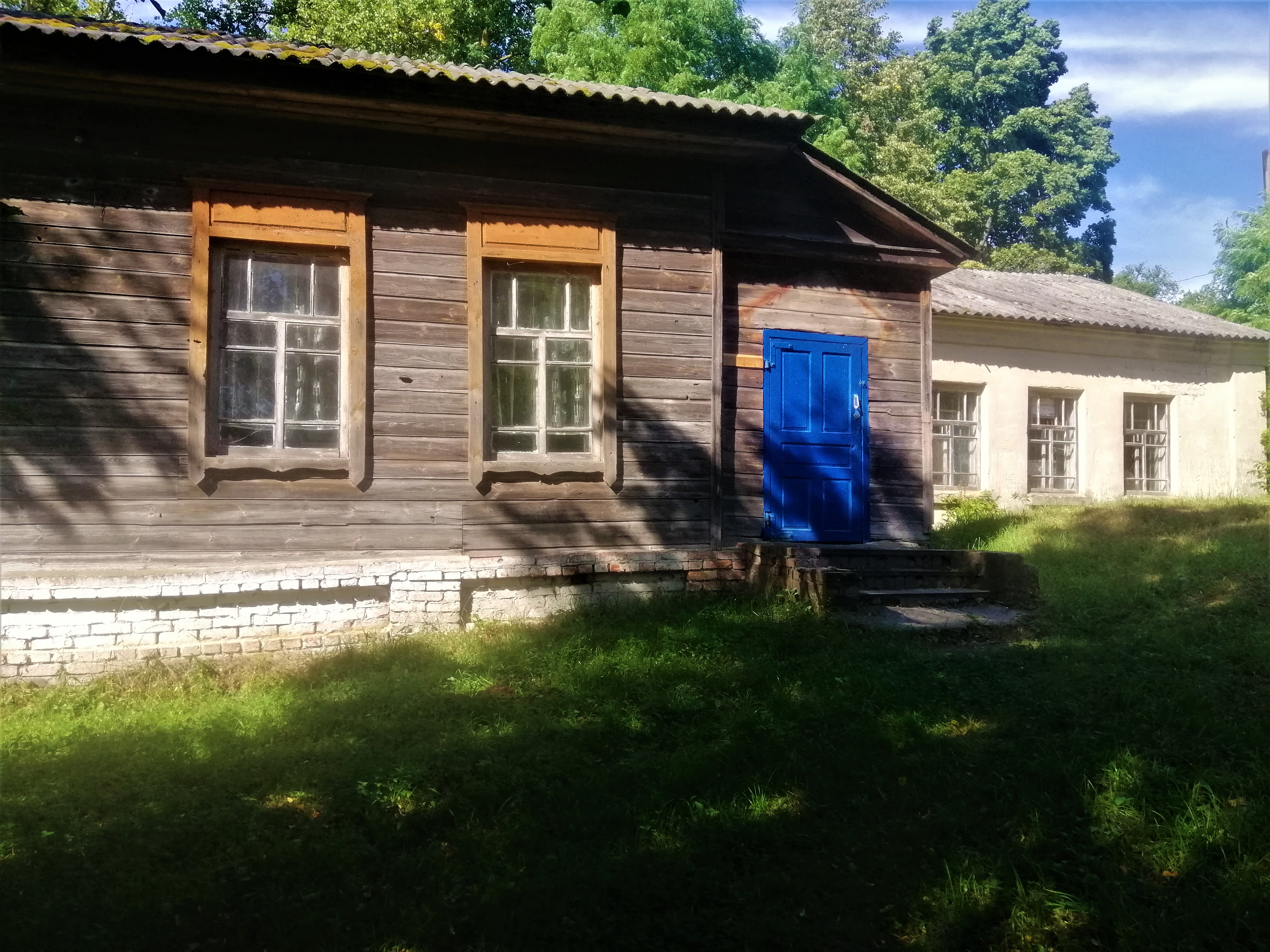
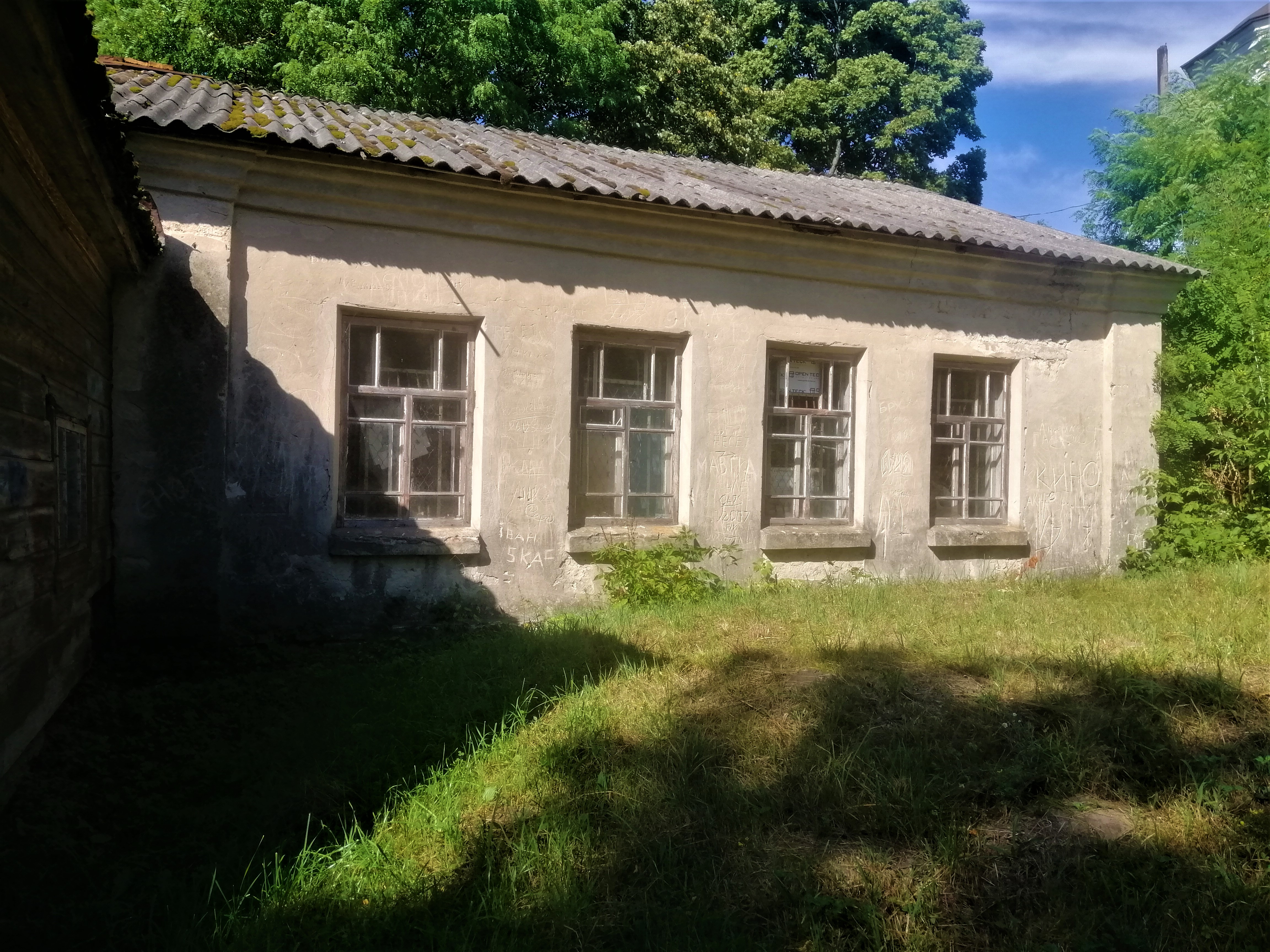
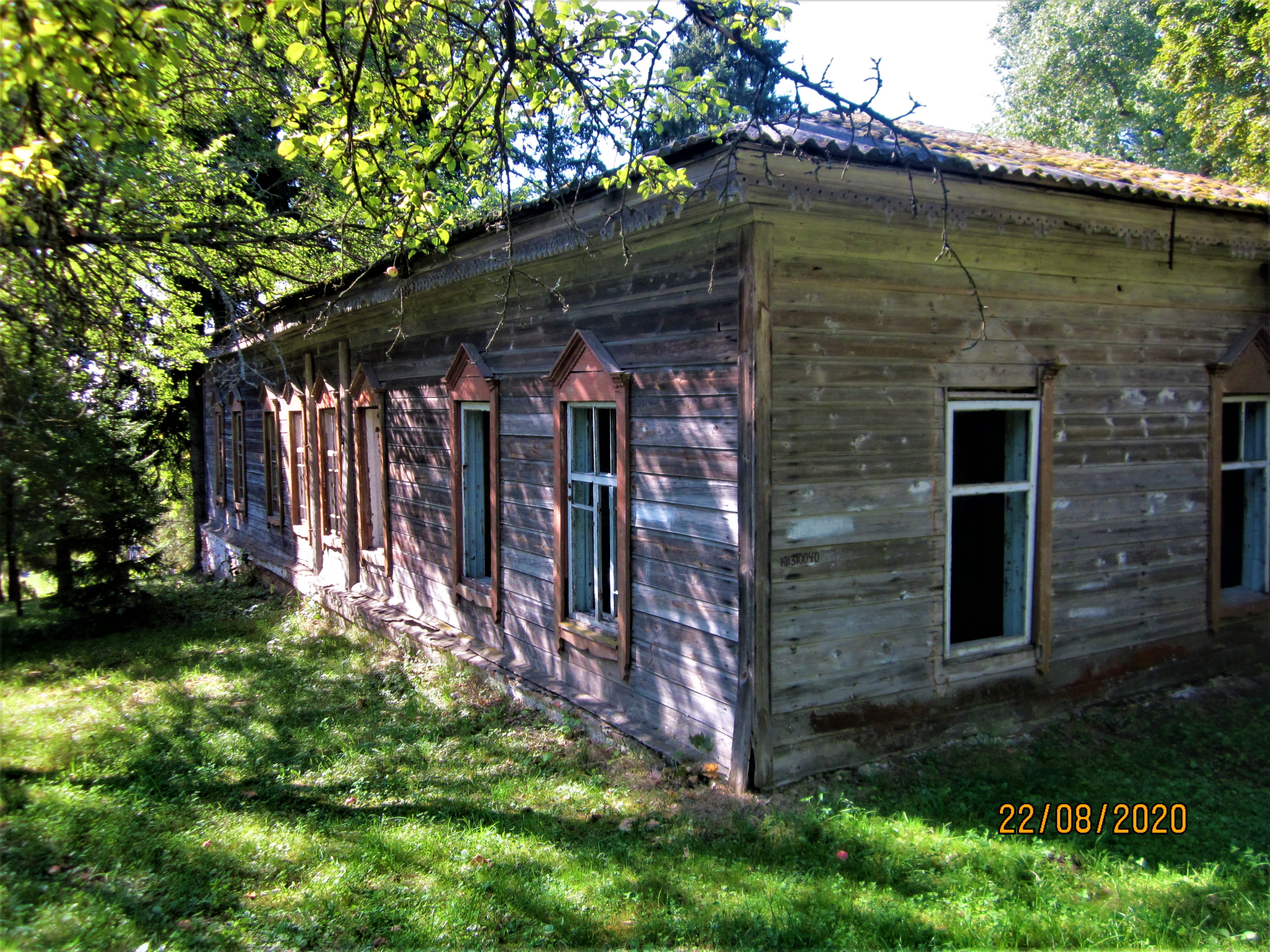
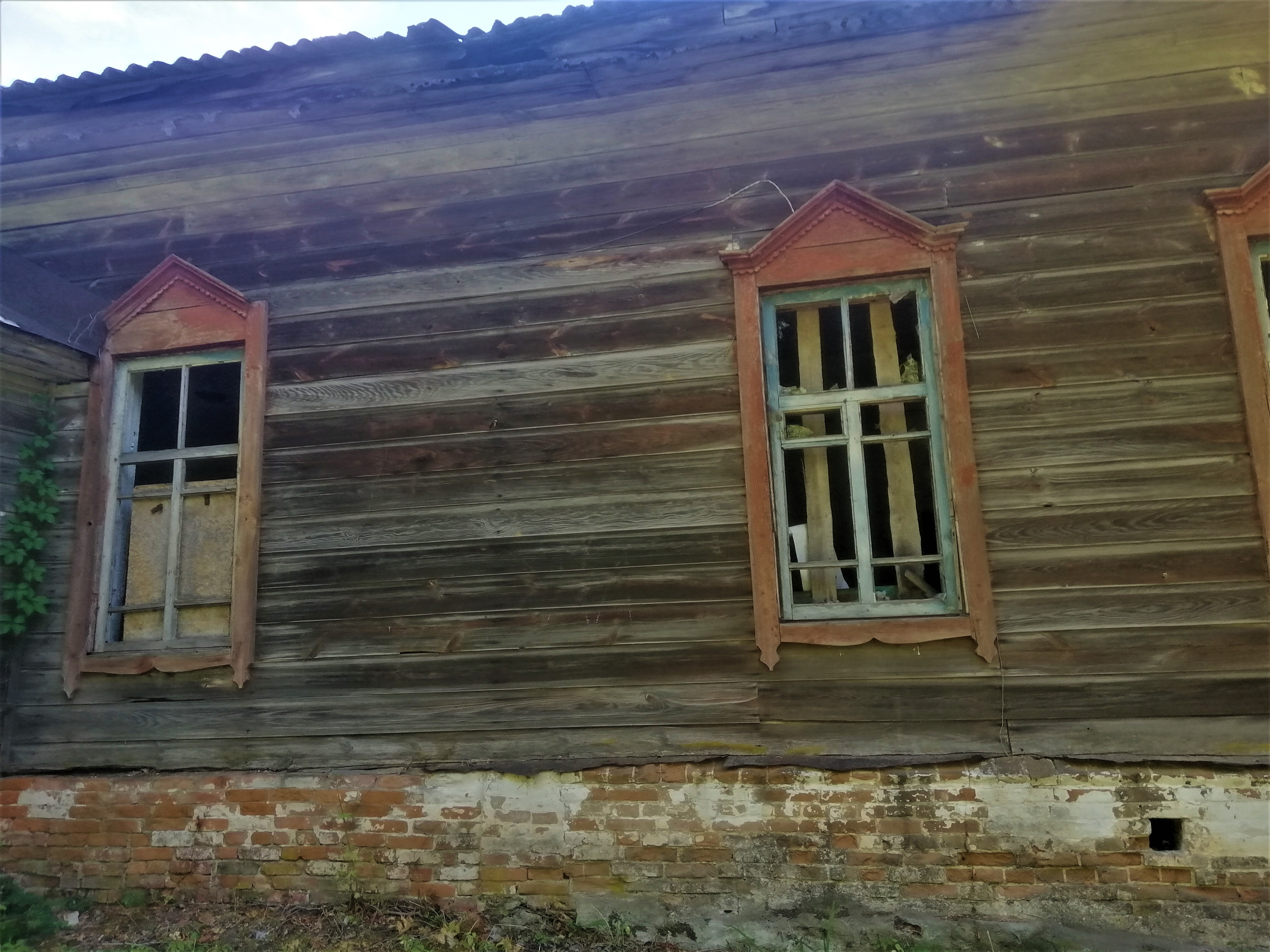
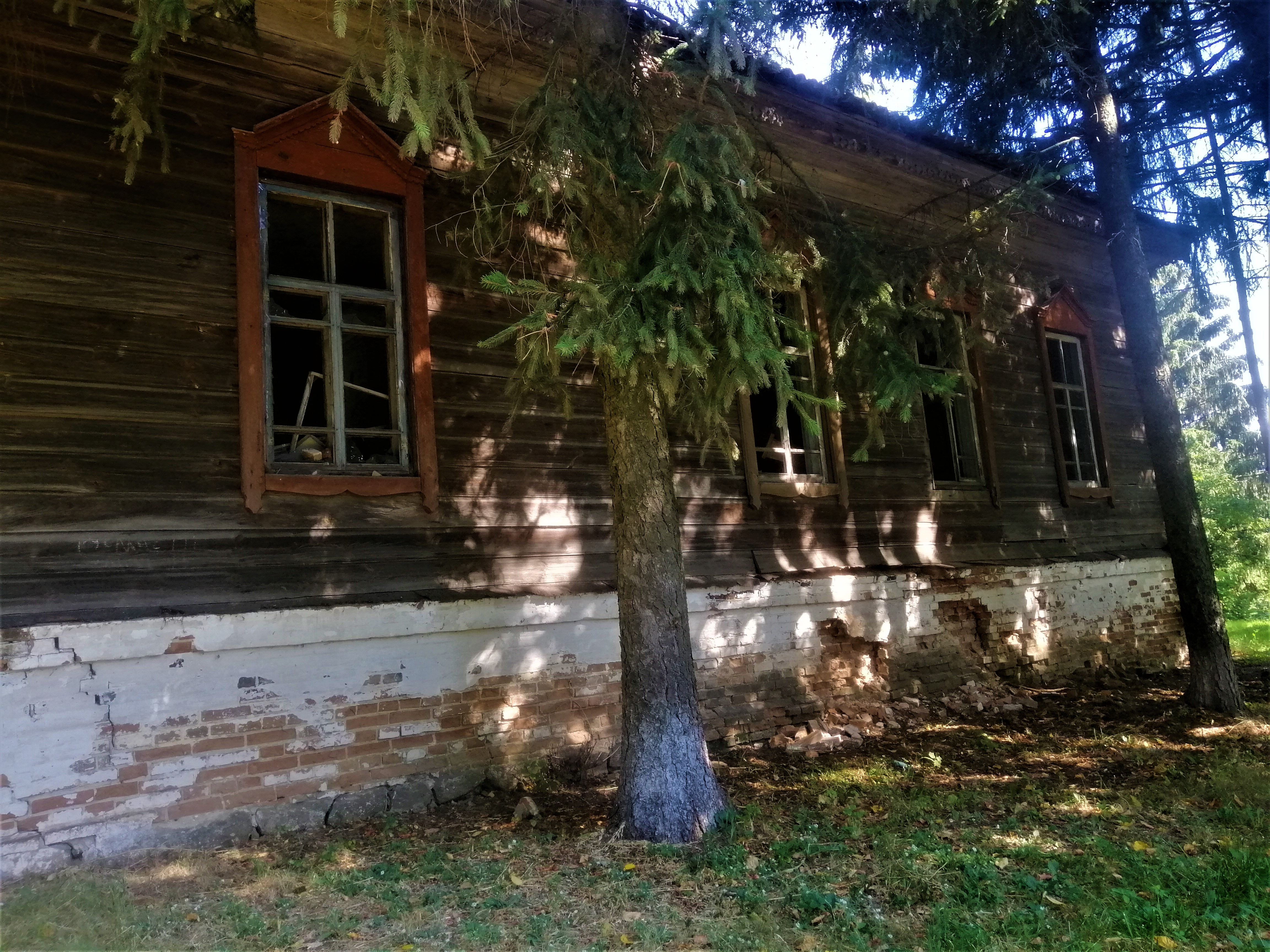